# Scheibleinsturm (Weißenburg)

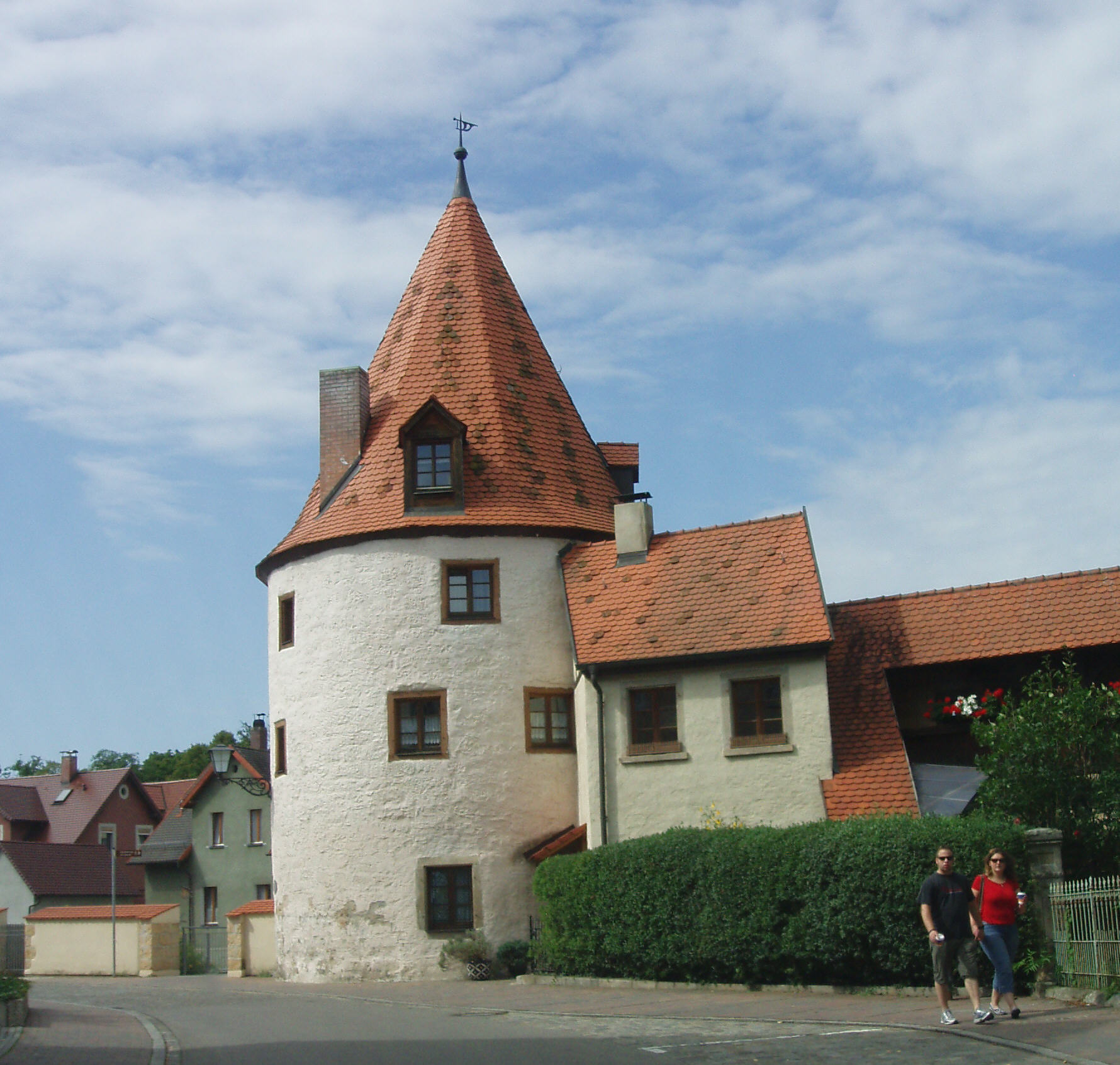
Scheibleinsturm

Der Scheibleinsturm  (auch Scheibler genannt) ist ein Turm der Stadtmauer der mittelfränkischen Stadt Weißenburg in Bayern. Das Gebäude mit der postalischen Adresse Schanzmauer 8 ist unter der Denkmalnummer D-5-77-177-392 als Baudenkmal in die Bayerische Denkmalliste eingetragen.
Das dreigeschossige, 16 m hohe und 8,5 m breite Gebäude wurde im 14. oder 15. Jahrhundert errichtet und liegt in der Weißenburger Altstadt an dem Abschnitt des Stadtgrabens, der entlang der Schanzmauer fast vollständig erhalten ist. Der Turm war ursprünglich höher. Es ist der einzige noch existierende runde Turm der Stadtmauer.
Der Scheibleinsturm musste 1661 nach den Zerstörungen des Dreißigjährigen Kriegs wiedererrichtet werden. 1775 musste nach einem Sturm der Turm saniert werden. Lange Zeit war er eines der Gefängnisse der Stadt. Heute ist er zusammen mit dem 1846 angebauten Gebäude bewohnt. 1989 und 1996 wurde der Scheibleinsturm renoviert.
Der Name rührt vom scheibenförmigen Grundriss.
Die Geschichte Die Katzenlore im Stadtmauerturm von Else Model spielt im Scheibleinsturm.